# Ташлак
Ташлак (узб. Toshloq / Тошлоқ) — городской посёлок (с 1974 года), административный центр Ташлакского района Ферганской области Узбекистана.

## География
Посёлок расположен в 5 км от железнодорожной станции Ахунбабаева (узел линий на Андижан, Кызыл-Кию и Наманган).

## Население
| 1979   | 1989   |
| ------ | ------ |
| 10 573 | 12 067 |